# Challenge Provincia di Varese
De Challenge Provincia di Varese is een golftoernooi van de Europese Challenge Tour.
De eerste editie was van 27-30 juni 2012 en vond plaats op de Golf Club Varese in Luvinate, Noord-Italië.

## De baan
De huidige locatie van de club is niet waar de golfclub begon. Al aan het einde van de 19de eeuw werd er in Varese golf gespeeld. Er was toen een 9-holes golfbaan bij Villa Recalcati (het huidige Provinciehuis). Later verhuisde de club tijdelijk naar Valganna en in 1943 naar de huidige locatie. Daar was vroeger een Benedictijns klooster, gebouwd met uitgezaagde stenen en voorzien van fraaie fresco's. De baan werd tot 18 holes uitgebreid in de jaren vijftig en heeft een par van 72. Voor de professionals is de par 70. Vanaf de baan zie je de Alpen en verschillende meren. 

## Verslag
De eerste ronde kwam op naam te staan van de bijna 40-jarige Raymond Russell, die een schitterende ronde van 63 maakte. De tweede plaats werd gedeeld door Andrew McArthur, Raphaël de Sousa, Justin Walters, Marco Crespi en Niklas Lemke.
 In ronde 2 scoorde Daniel Vancsik weer 65, waarna hij de leiding deelde met Russell en Marco Crespi op 130.

Na ronde 4 bleef Raymond Russell toch een slag voor op Vancsik en behaalde hij zijn eerste overwinning op de Challenge Tour. Wil Besseling eindigde op de 7de plaats met -8. Taco Remkes had -2 en eindigde op de 44ste plaats samen met Pierre Relecom. 
| Naam                  | R1 | R2 | Totaal | R3 | R4 | Totaal | Nr  |
| --------------------- | -- | -- | ------ | -- | -- | ------ | --- |
| Raymond Russell       | 63 | 67 | 130    | 66 | 67 | 263    | 1   |
| Daniel Vancsik        | 65 | 65 | 130    | 70 | 64 | 264    | 2   |
| Wil Besseling         | 68 | 69 | 137    | 68 | 66 | 271    | T7  |
| Pierre Relecom        | 68 | 71 | 139    | 69 | 70 | 278    | T44 |
| Taco Remkes           | 69 | 69 | 138    | 72 | 68 | 278    | T44 |
| Guillaume Watremez    | 69 | 71 | 140    | 71 | 69 | 280    | T54 |
| Christopher Mivis     | 67 | 73 | 140    | 77 | 71 | 288    | 74  |
| Jurrian van der Vaart | 76 | 75 | 151    | MC |    |        |     |